# Misano World Circuit Marco Simoncelli

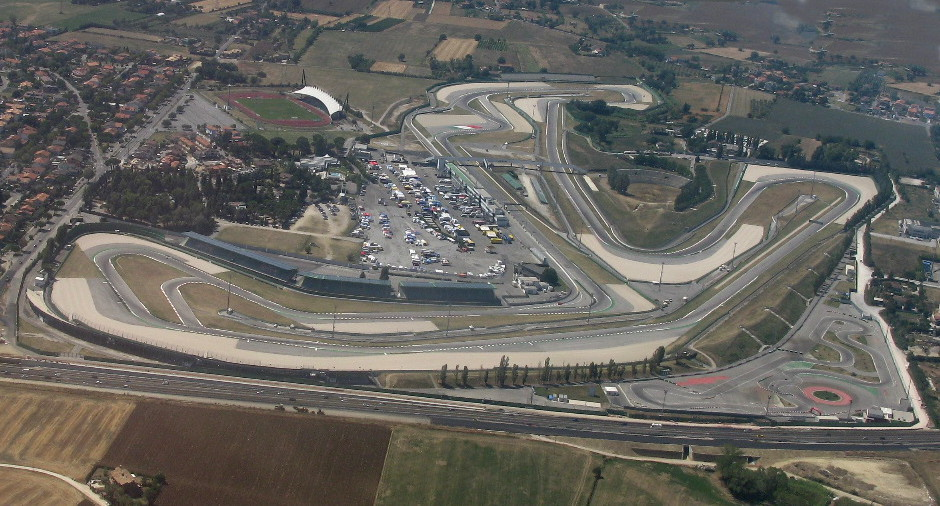
Misano World Circuit Marco Simoncelli

Het Misano World Circuit Marco Simoncelli (voorheen: Circuito Internazionale Santamonica) is een racecircuit in Misano Adriatico aan de Adriatische Zee in Italië. De baan werd ontworpen in 1969 en de eerste race vond plaats in 1972. Toen de baan werd ontworpen had die een lengte van 3.488 km maar de baan werd in 1993 verlengd tot 4.064 km.
Vanaf 2007 vindt er de Grand Prix-wegrace van San Marino plaats. Ook de World Series by Renault en het FIA GT kampioenschap worden er gehouden.